# Хесс, Петер фон
Петер фон Хесс, устар. Гесс (нем. Peter Heinrich Lambert von Hess; 29 июля 1792, Дюссельдорф — 4 апреля 1871, Мюнхен) — баварский придворный живописец, мастер исторического и батального жанров.

## Биография
Петер Генрих Ламберт фон Хесс был сыном художника-гравёра Карла Эрнста Кристофа Хесса и старшим братом Генриха Марии фон Хесса. С 1782 года его отец был профессором гравюры в Дюссельдорфской академии искусств. В 1783 году отец переехал в Мюнхен, а затем вернулся в Дюссельдорф, где в 1791 году женился на Марии Ламбертинe, дочери Ламберта Крае. Первые уроки искусства Петер получил у отца в Дюссельдорфе. Хесс создавал гравюры начиная с 1800 года; по большей части, предпочитая изображения пейзажей и животных.
В 1806 году, в возрасте четырнадцати лет, Хесс был принят в Академию искусств в Мюнхене. Ему удалось пройти военную службу в генеральном штабе принца Карла Филиппа фон Вреде. Он сопровождал принца во время наполеоновских войн с 1813 по 1815 год, ему удалось также присутствовать на Венском конгрессе. За это время Хесс создал большое количество эскизов, которые затем легли в основу его картин маслом.
Позднее Хесс неоднократно совершал поездки по Швейцарии, Италии и Австрии. Его ранние картины с изображениями сцен из солдатской и простонародной жизни были обычно небольшого размера; первой широкоформатной многофигурной батальной картиной Петера Хесса было изображение битвы при Арси-сюр-Обе (20—21 марта 1814 года).
В 1833 году Петер фон Хесс сопровождал короля Оттона I в Грецию, после чего изобразил его приезд в Навплион и торжественный въезд в Афины (в двух картинах, находящихся в мюнхенской Новой пинакотеке); результатом его поездки в Грецию были, кроме того, 39 картин, представляющих главные эпизоды борьбы греков за независимость, выполненных им, в сотрудничестве с Нильсоном, и помещённых в аркадах Хофгартена (дворцового сада), в Мюнхене.
В 1839 году Гесс принял приглашение российского императора Николая I, прибыв в Санкт-Петербург и Москву. Художник изобразил основные события Отечественной войны с Наполеоном в двенадцати, заказанных императором, больших батальных картинах, изображающих главные битвы 1812 года: сражения при Смоленске, Бородине, Валутине, Клястицах, Тарутине, Мало-Ярославце, Полоцке, Лосьмине, Вязьме, Красном и Березине. Восемь из них экспонируются в санкт-петербургском Эрмитаже.
В 1861 году Петер фон Хесс был награжден Рыцарским крестом ордена «За заслуги перед Баварской короной». Это было связано с возведением Хесса в личное баварское дворянство. Он также получил в 1838 году Рыцарский крест 1-й степени ордена За заслуги Святого Михаила и в 1853 году баварский За достижения в науке и искусстве. Он также был удостоен иностранных орденов, в частности, как офицер бельгийского ордена Леопольда и ордена Святого Станислава 2-й степени.
Художник скончался в Мюнхене 4 апреля 1871 года в возрасте семидесяти восьми лет.

## Галерея

На озере Кимзее. 1850-е. Холст, масло. Нимфенбург, Мюнхен
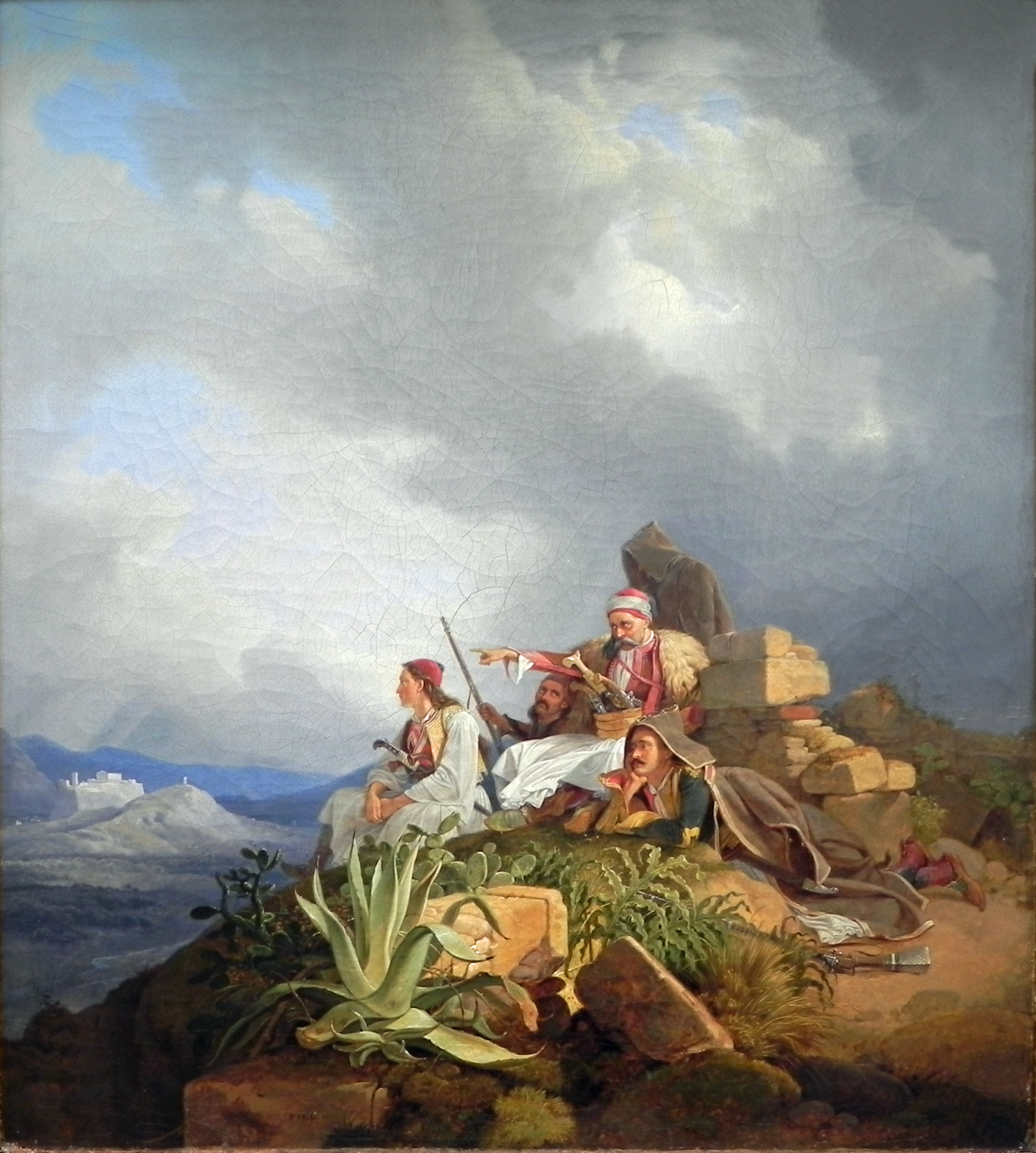
Паликарские войска. 1829. Холст, масло. Старая национальная галерея, Берлин
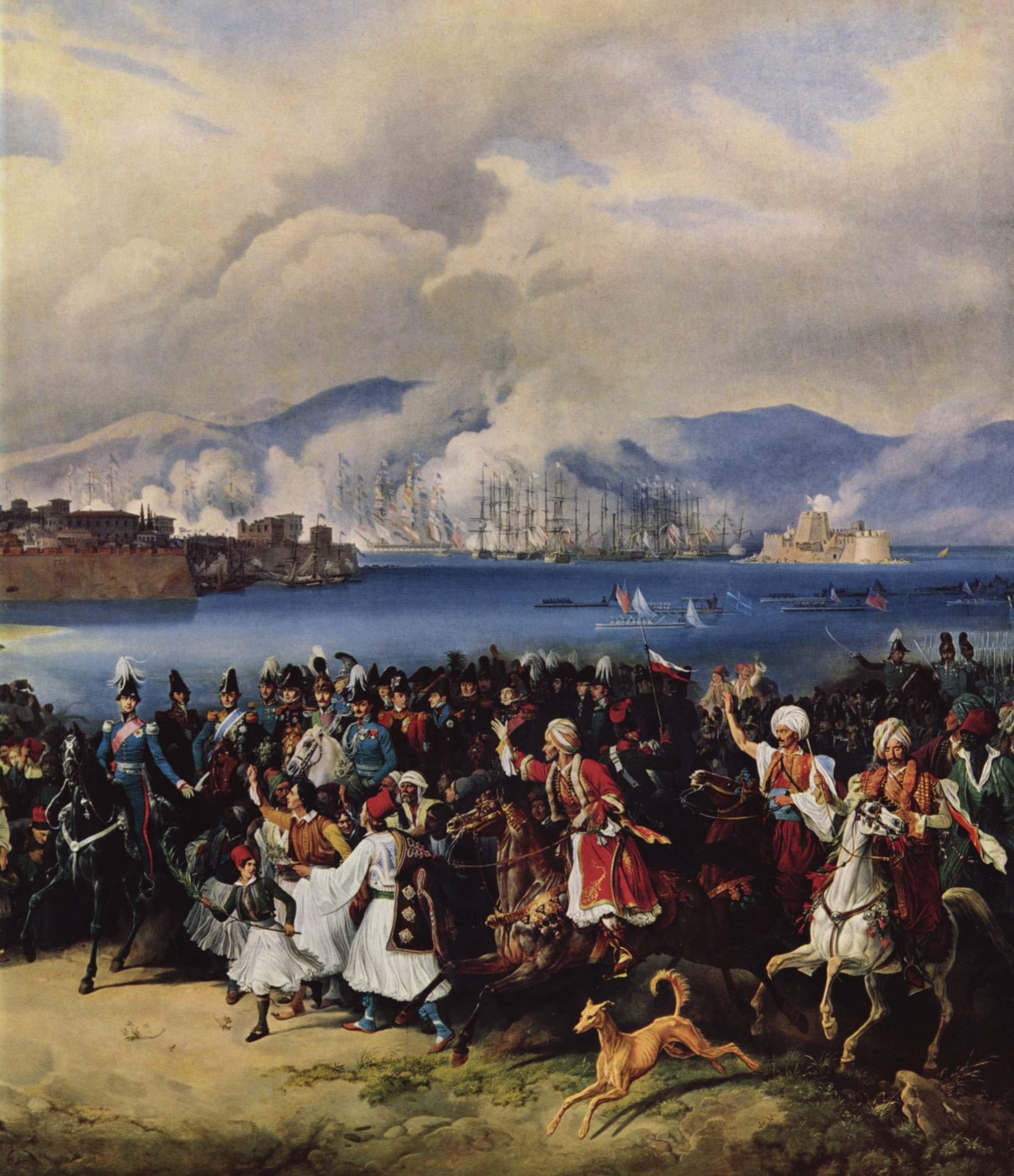
Въезд короля Оттона в Навплию. Деталь. 1835. Холст, масло. Новая пинакотека, Мюнхен
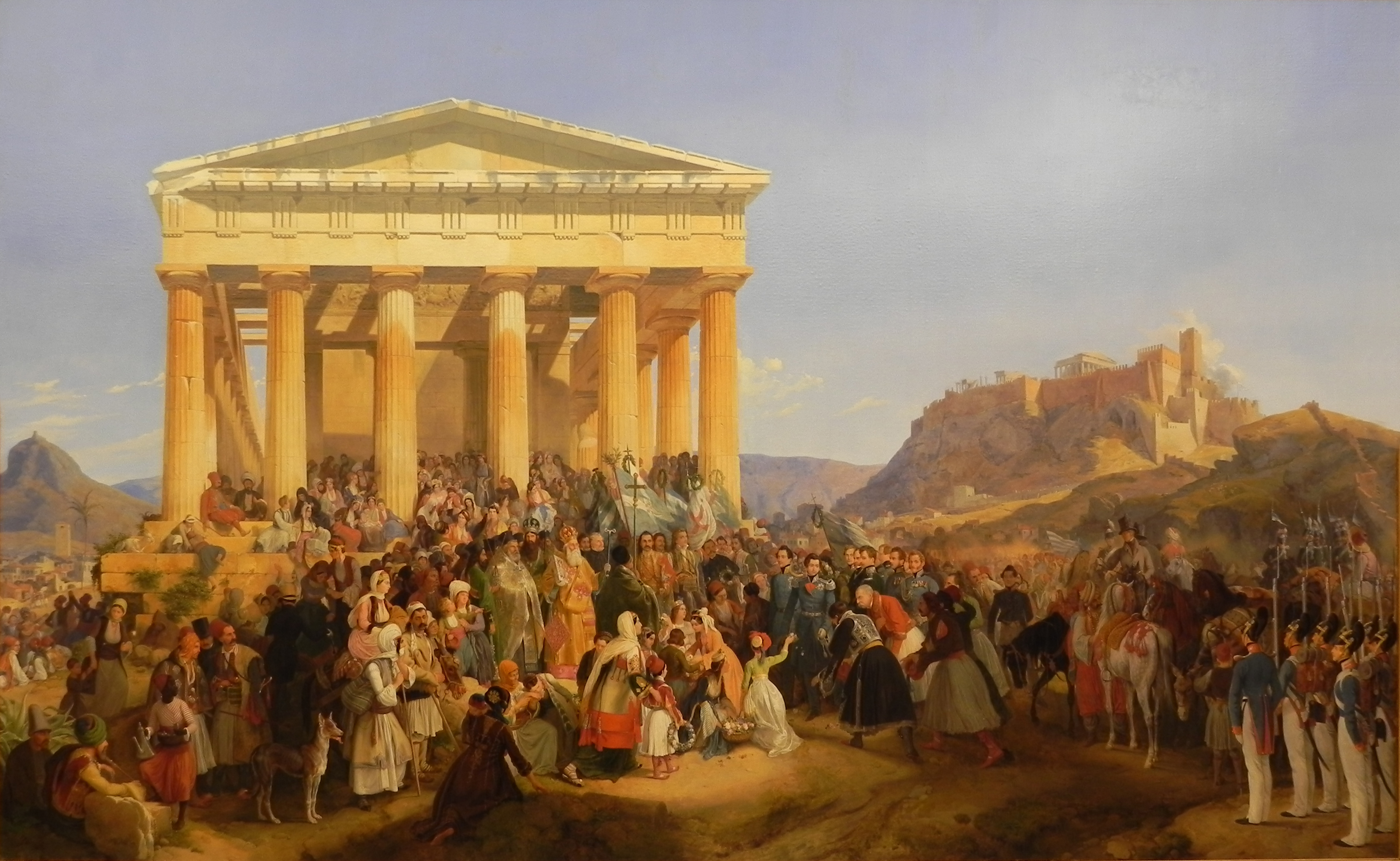
Вступление короля Оттона в Афины. 1839. Холст, масло. Новая пинакотека, Мюнхен
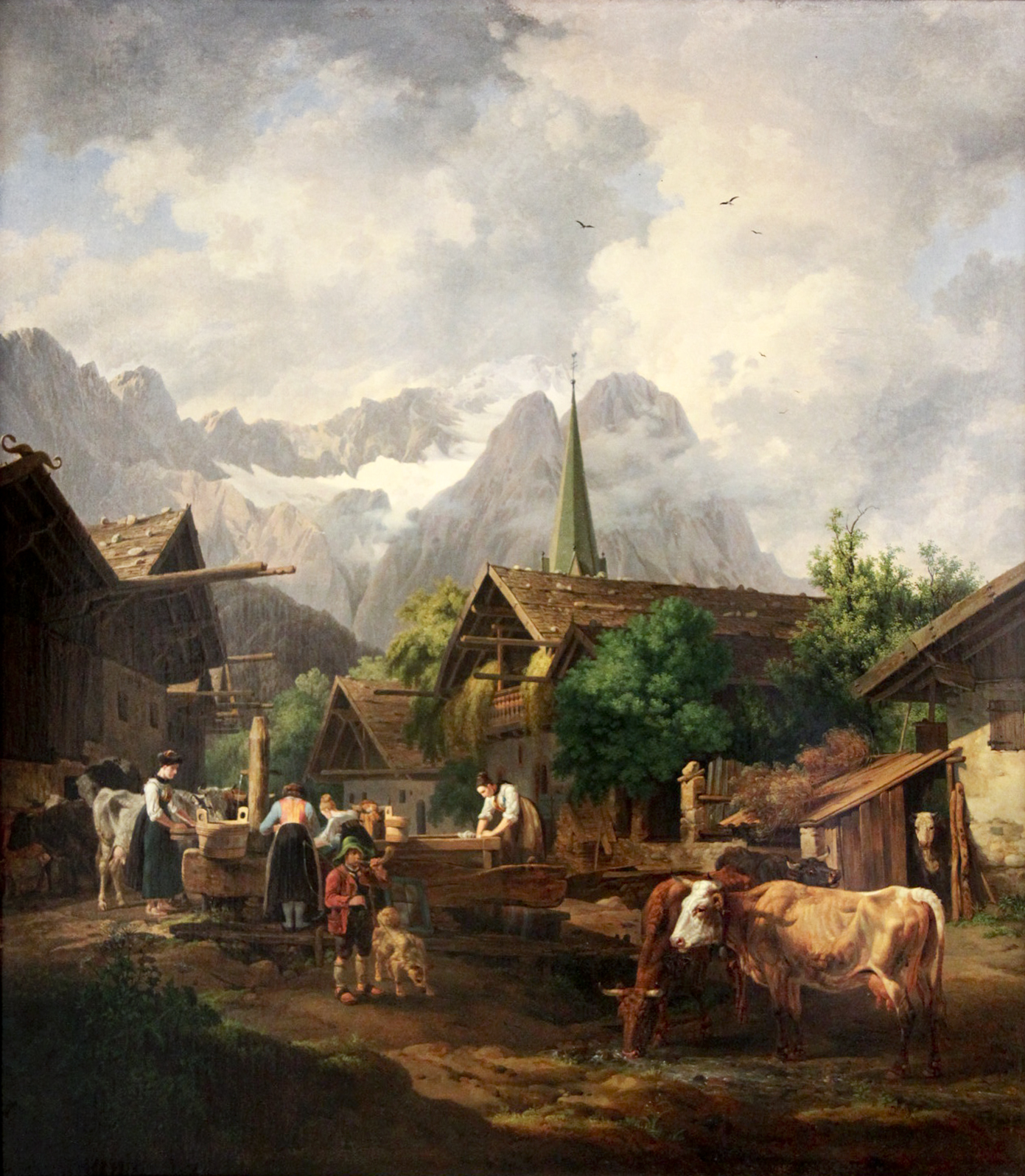
Утро в Партенкирхене. 1819. Дерево, масло. Государственный Эрмитаж, Санкт-Петербург
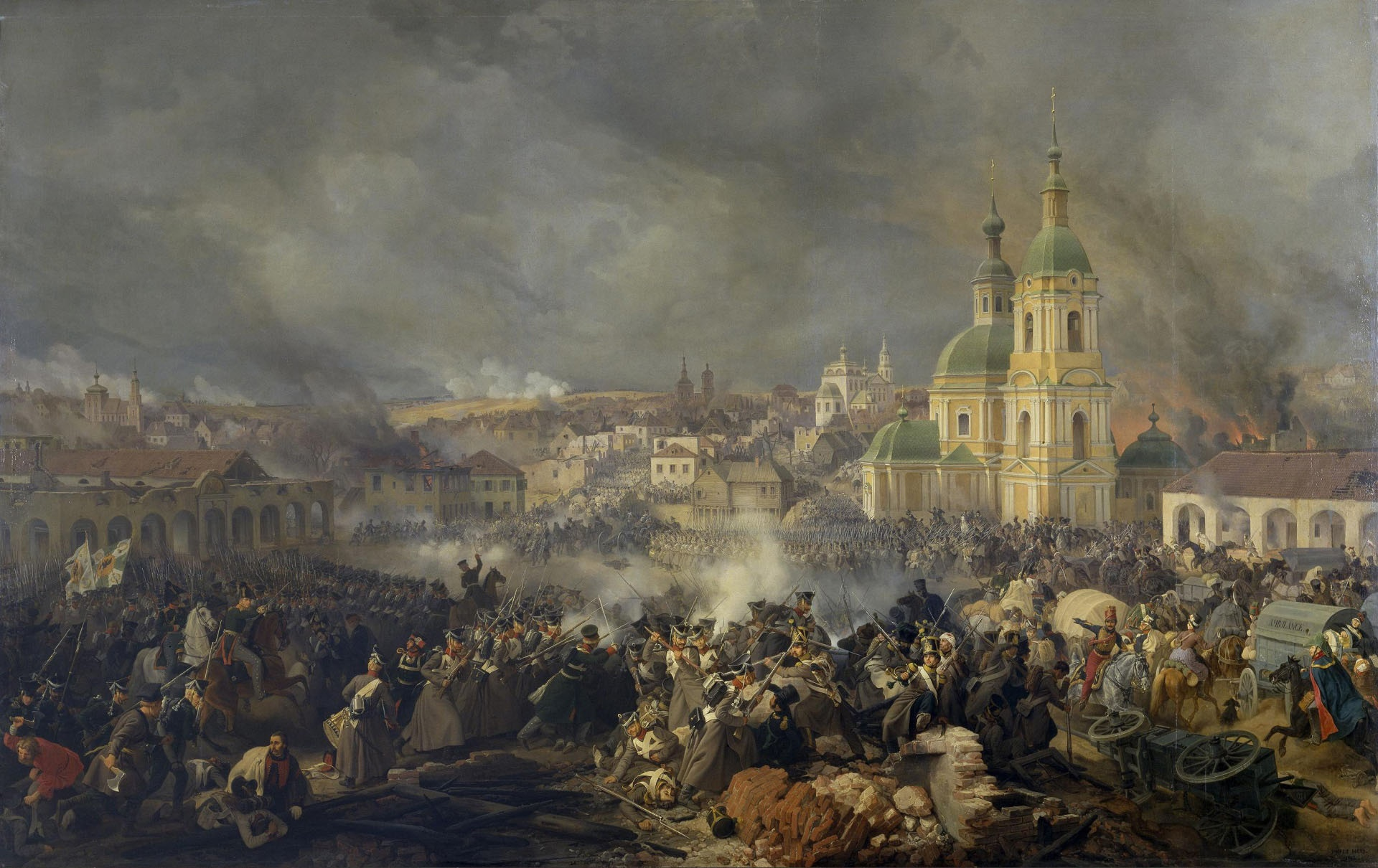
Сражение при Вязьме 10 октября 1812 года. 1842. Холст, масло. Государственный Эрмитаж, Санкт-Петербург
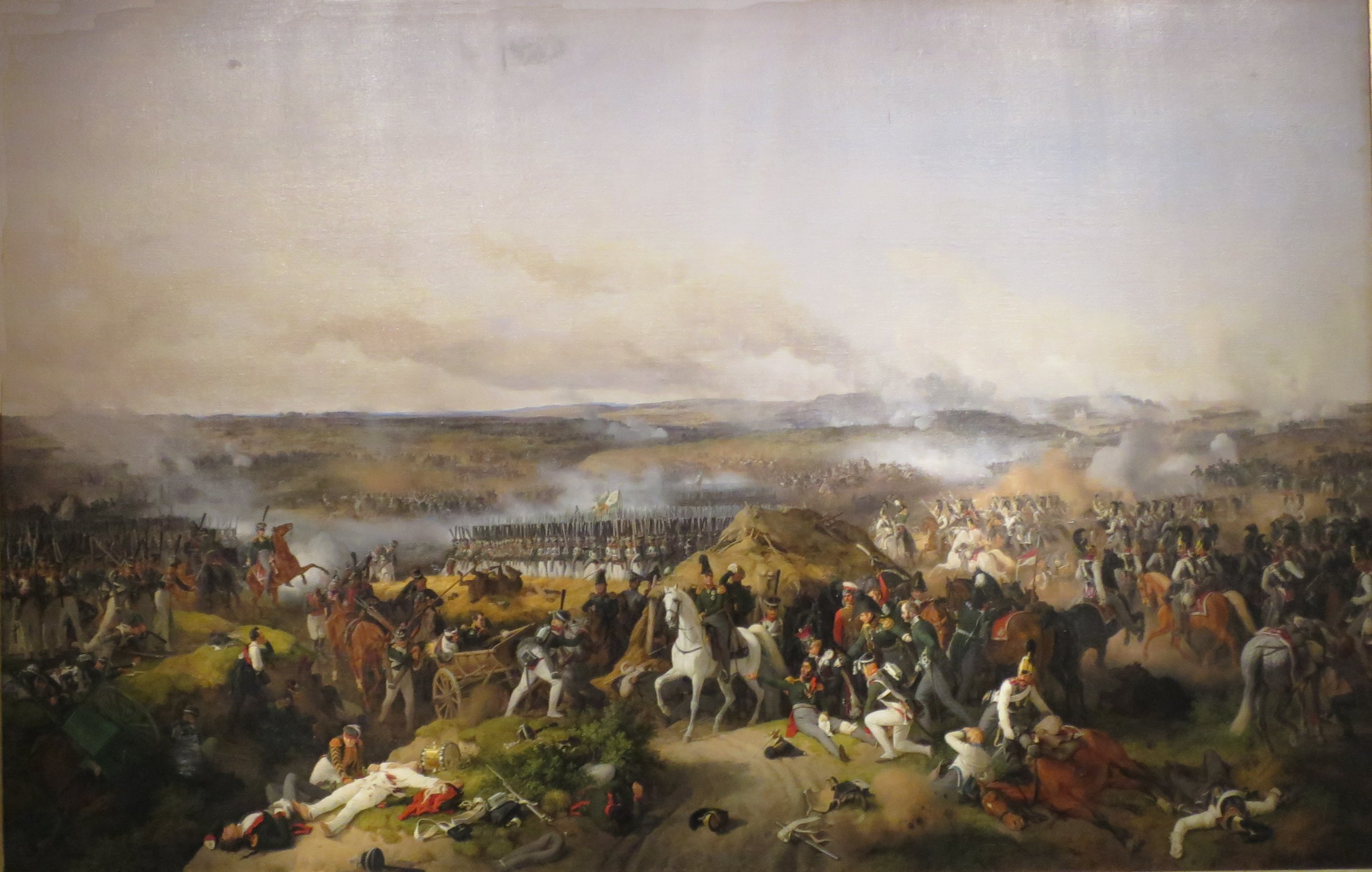
Сражение при Бородине 14 августа 1812 года. 1843. Холст, масло. Государственный Эрмитаж, Санкт-Петербург
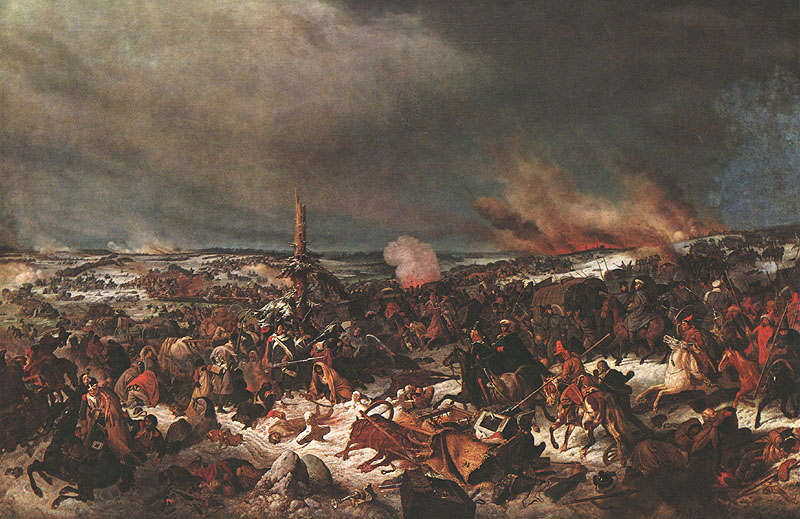
Отступление французов через реку Березину 17 ноября 1812 года. 1844. Холст, масло. Государственный Эрмитаж, Санкт-Петербург
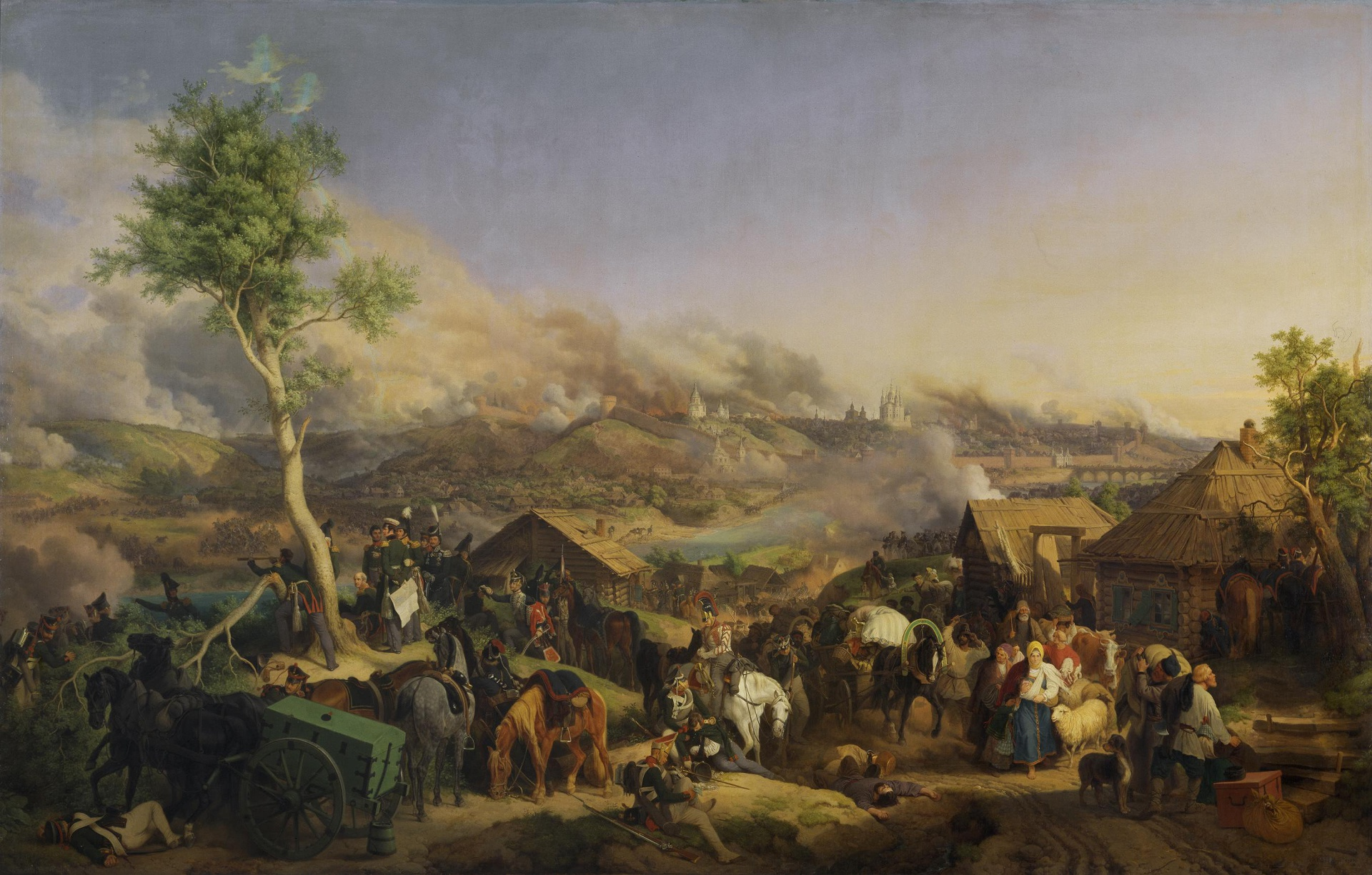
Сражение при Смоленске 5 августа 1812 года. 1846. Холст, масло. Государственный Эрмитаж, Санкт-Петербург
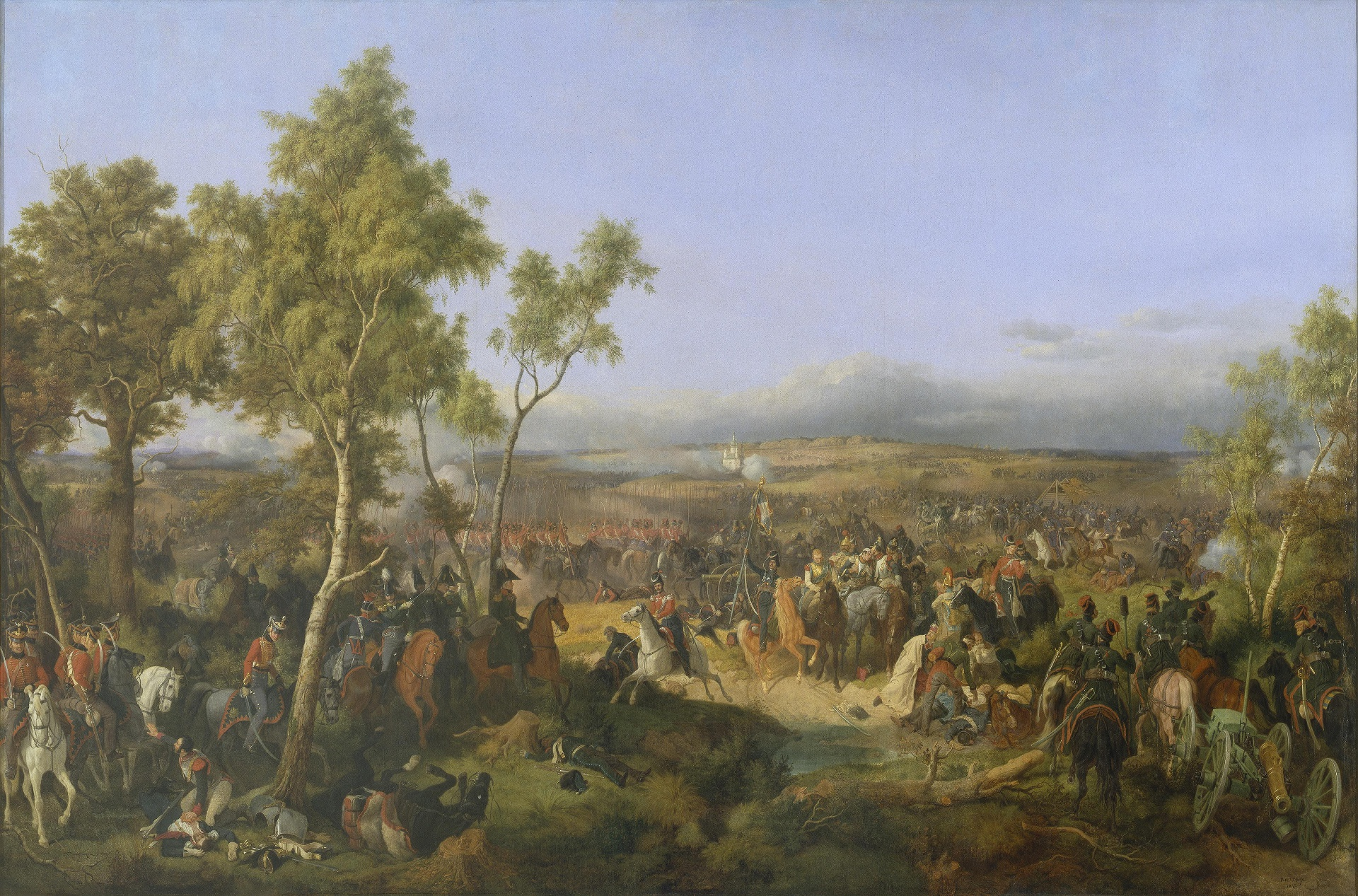
Сражение при Тарутине 6 октября 1812 года. 1847. Холст, масло. Государственный Эрмитаж, Санкт-Петербург
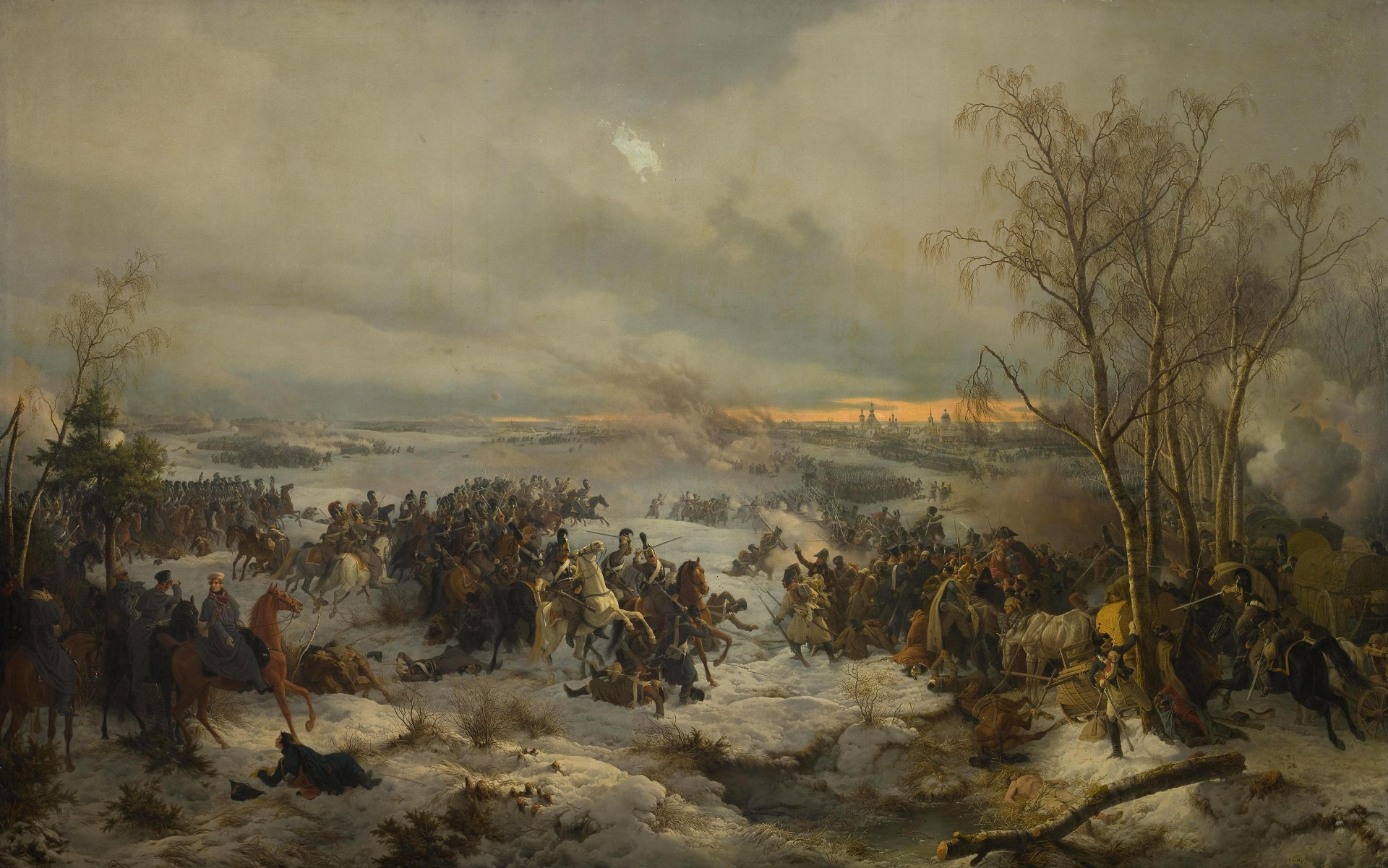
Сражение под Красным 6 ноября 1812 года. 1849. Холст, масло. Государственный Эрмитаж, Санкт-Петербург
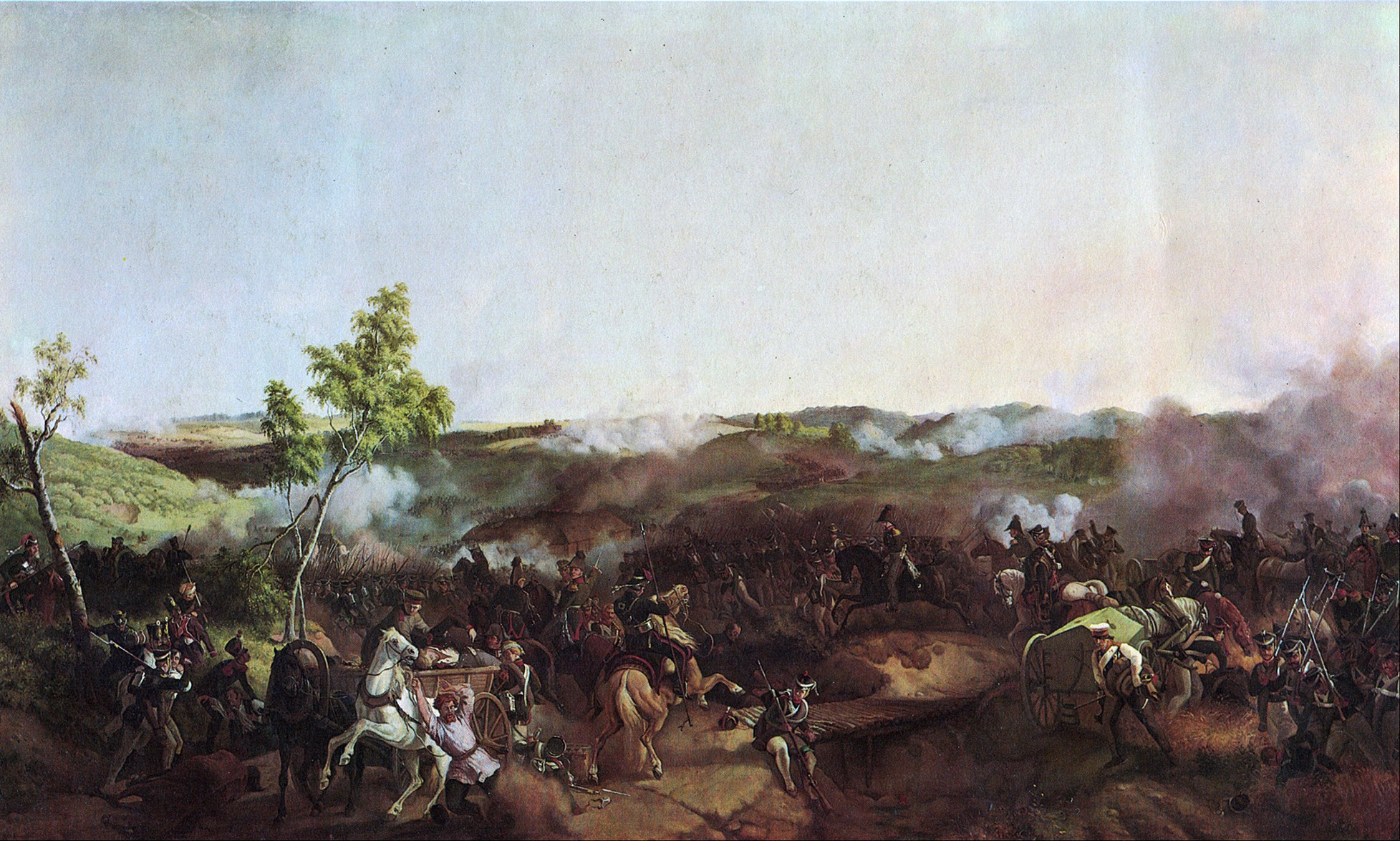
Сражение под Валутином 7 августа 1812 года. 1850. Холст, масло. Государственный Эрмитаж, Санкт-Петербург
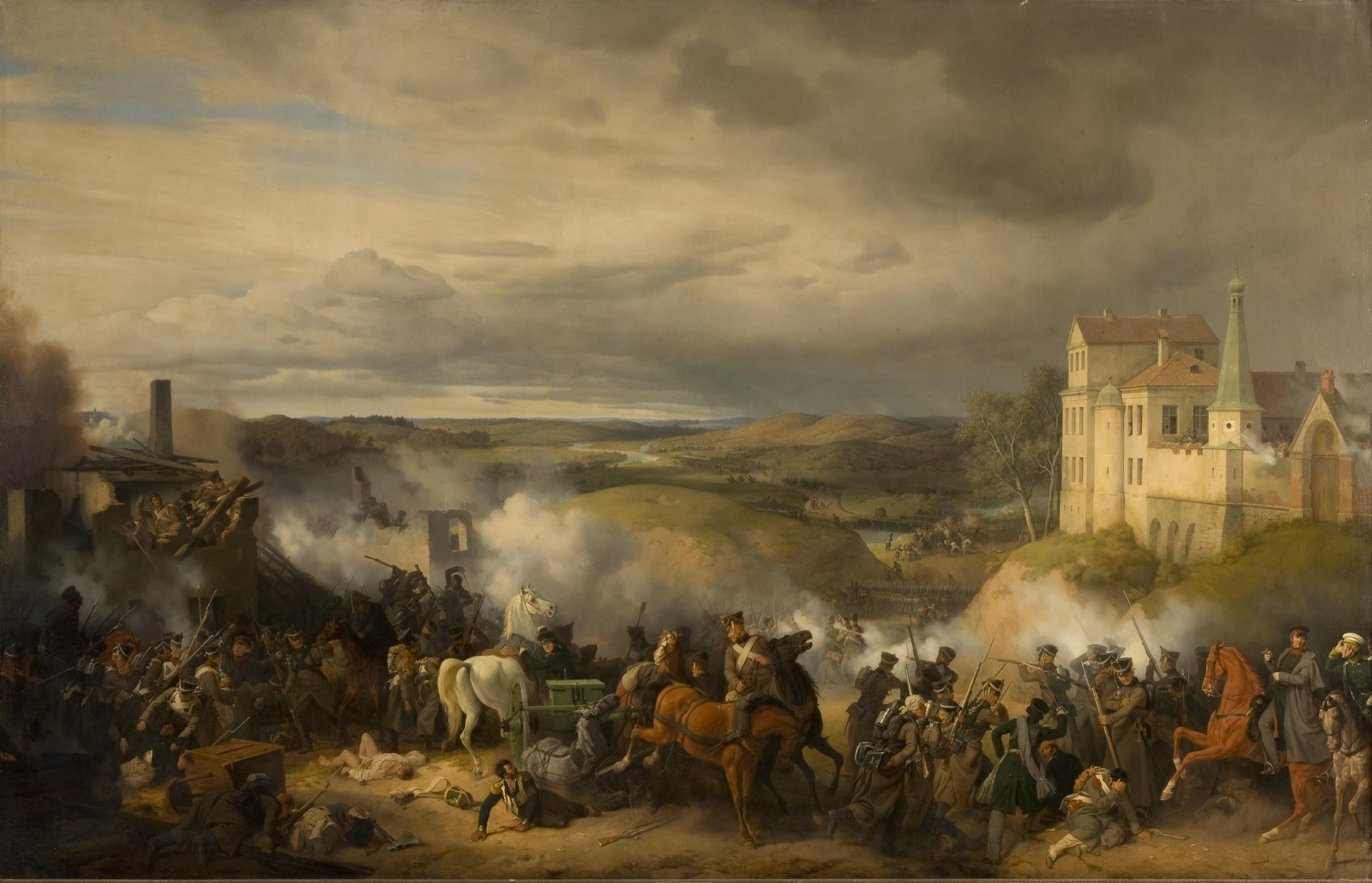
Сражение под Мало-Ярославцем 12 октября 1812 года. 1851. Холст, масло. Государственный Эрмитаж, Санкт-Петербург